# Arjuna
Arjuna (Sânscrito: अर्जुन, arjuna) (também conhecido como Parth, significando filho de Prita ou Cunti) é uma personagem da Religião hindu, um dos heróis do épico Maabárata. Filho do deus Indra é um dos cinco heróis da epopeia hindu. Foi casado com Subadra, irmã de Críxena, com quem teve um filho chamado Abhimanyu. O personagem é representado no texto religioso hindu Bagavadeguitá e encontra-se classe 2 dos guerreiros maharatha.

A atual teologia hindu, contando com ensinamentos de Mahatma Gandhi, vê nos textos sagrados não uma narrativa histórica mas sim simbólica. Assim, interpreta Arjuna não como um homem sofrendo a injustiça de ter seu reino tomado, mas sim, um símbolo para o homem comum buscando sabedoria de Krishna, e seus inimigos usurpadores são representações do ego, tal como o seu reino tomado é na verdade ele como ser, ou seu corpo. Assim, quando Krishna incita a guerra contra os inimigos para retomar o seu reino por direito, na verdade não está preconizando a guerra e sim prescrevendo que seu discípulo, Arjuna, lute contra o ego e desvirtudes correlatadas em prol da total controle da alma sobre a matéria.